# Mantellet (arma)
El mantellet era un petit refugi mòbil, equipat amb tres rodes i utilitzat per l'exèrcit romà, que podia tenir forma d'angle recte o corbat. Normalment era de fusta, coberta amb pells per minimitzar el risc d'incendi. Les tres rodes donaven, doncs, a aquesta eina de defensa dels assetjadors la possibilitat d'una gran maniobrabilitat, amb moviments sobtats cap als murs enfrontats, aixoplugats sota ells, tal com ens diu Juli Cèsar en el Setge de Massília l'any 49 aC. durant la Segona Guerra Civil romana.

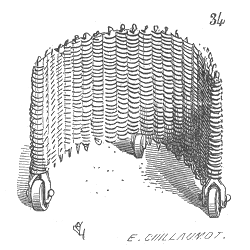
Un mantellet de vímet en forma d'U sobre rodes. El vímet era un material popular per a les defenses del setge ja que era lleuger, eficaç i fàcil de construir. Les rodes afegeixen més mobilitat, cosa que significava que l'usuari podia avançar lentament però amb seguretat.
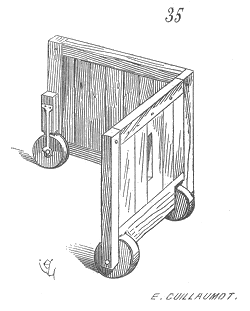
Un mantellet en forma de L amb taulons de fusta sobre rodes. La construcció de taulons de fusta amb fusteria adequada i fins i tot ranures per a poder disparar fletxes faria que aquesta fos una opció més resistent i cara. Seria més pesat d'empènyer i requeriria més temps i habilitat per construir-lo. Pot ser que aquest no sigui el tipus que s'utilitzaria per atacar en pujades.
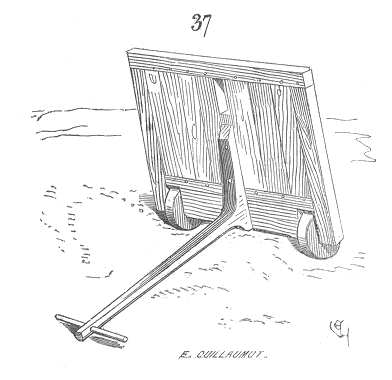
Un mantellet de taulons de fusta sobre rodes, que ofereix la dura protecció d'una estructura de fusta però encara és mòbil. El mànec semblant a una palanca permetria empènyer el mantellet i després mantenir-lo dret en una posició estacionària.
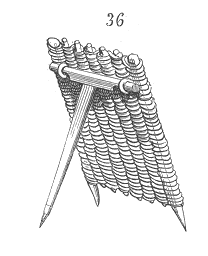
Un pavès com un mantellet de vímet. Aquesta és probablement l'opció més barata i senzilla, però no seria tan resistent i no ofereix tanta cobertura com les altres variacions.

La seva funció era ajudar a apropar màquines de setge més grans i importants amb el propòsit de trencar o assaltar els murs enemics. En alguns casos podien esdevenir refugis fixos vàlids com va passar durant la conquesta de la Gàl·lia, descrita per Cèsar durant les campanyes del 51 aC, quan el mateix general va assenyalar la regió que havia pertangut a Ambiòrix, per arrasar-la i assaltar-la, o per protegir-lo al port de Bríndisi en un intent de bloqueig de Gneu Pompeu Magne.
| «                                | Cèsar, tement que Pompeu, no considerés oportú sortir d'Itàlia, va decidir bloquejar el port de Bríndisi. […] on la boca del port era més estreta, va fer desfer un terraplè a ambdues ribes […] i després va col·locar a la prolongació de la presa una parella de [rai]s de trenta peus per banda […] al davant i als dos costats protegides amb reixes i mantellets, mentre que en anb quatre rais va aixecar dues torres de dos pisos, per defensar-se millor de l'embat dels vaixells i dels incendis. | » |
| — Cèsar, De bello civili, I, 25. | |   |

## Altres significats
A l'època de la navegació amb vela, la peça de fusta que tancava un portell s'anomenava mantellet. Podria ser senzill, de forma quadrada, plegable cap amunt; o doble, és a dir dos mig quadrats que es plegaven un cap amunt, l'altre cap avall. S'utilitzava per protegir la bateria inferior d'un vaixell de línia o la d'una fragata en cas de mal temps, per evitar que el mar innundès la coberta.

Mantellet d'un vaixell per a protegir el canó
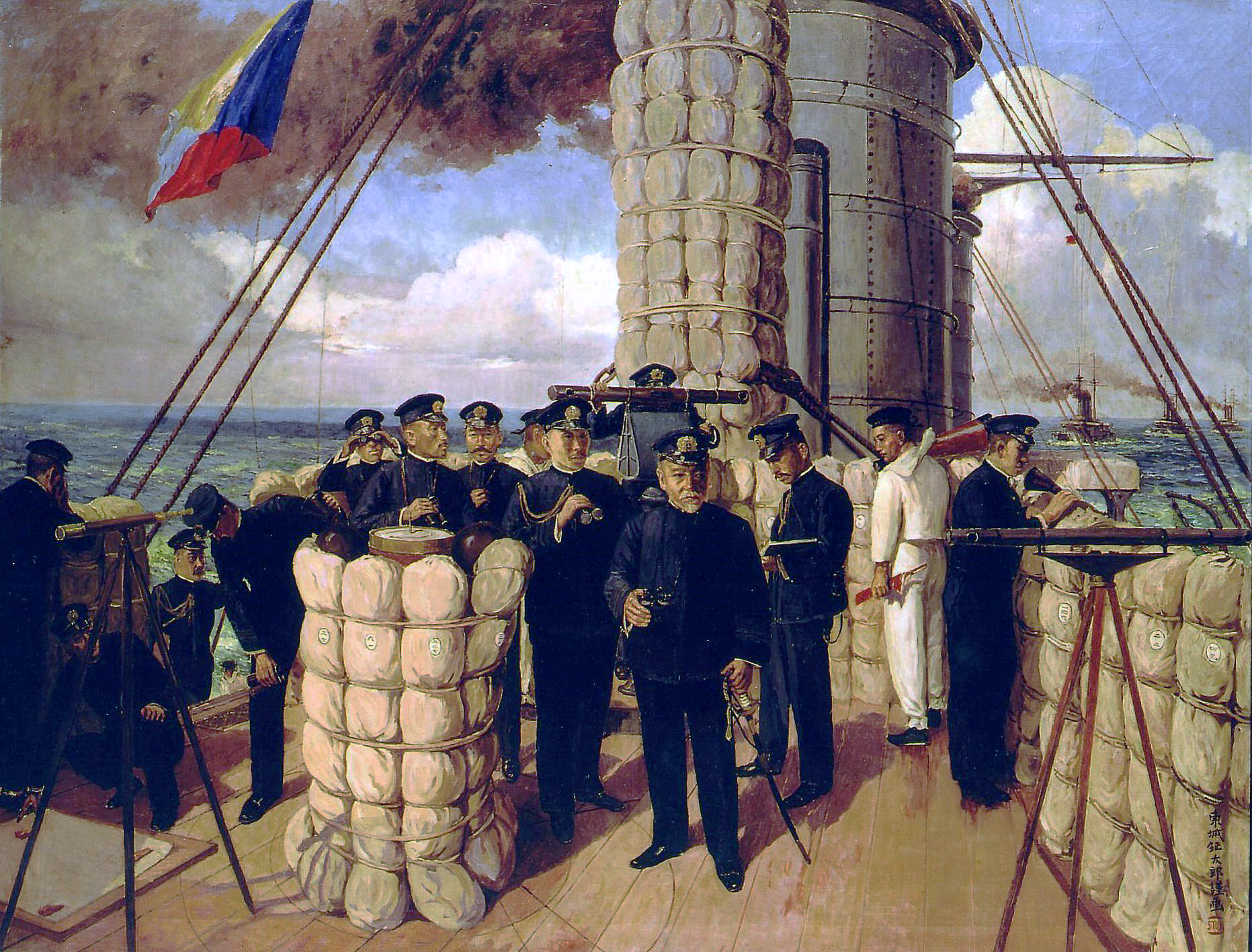
Els japonesos utilitzaven habitualment mantellets composts per feixos de mantes embolicades en un matalàs per reduir els efectes de la metralla dels obusos. Estampa de l'almirall Togo a bord del Mikasa durant la batalla de Tsushima (27 de maig de 1905).
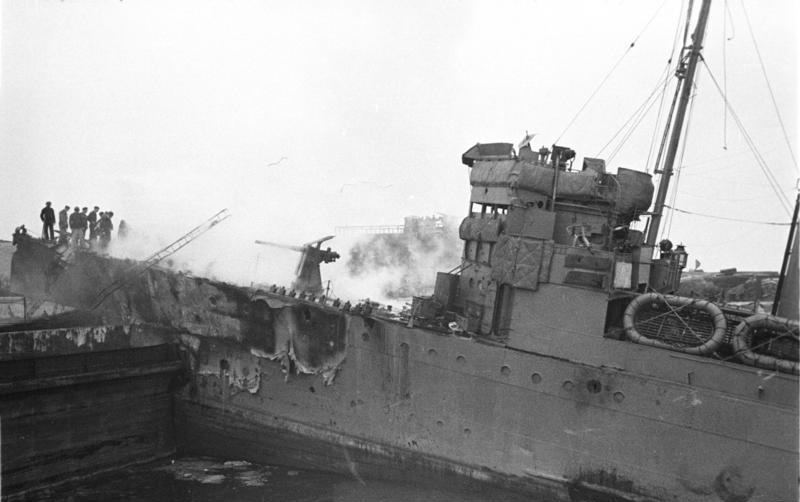
A la Royal Navy a partir del segle xviii, les hamaques i la roba de llit s'enrotllaven cada dia i s'estibaven en xarxes al llarg dels costats del vaixell per airejar-les (tret que fes mal temp) i feien la funció de mantellets durant les batalles. A la Primera Guerra Mundial van ser substituïts per splinter mats (estores amb estrella) per protegir zones exposades com el pont. Aquests es van tornar a utilitzar a la Segona Guerra Mundial. Fotografia alemanya de l'HMS Campbeltown després de l'atac de St Nazaire abans d'explotar.

En la història militar moderna, és l'escut que protegeix la base de les armes a bord dels vehicles.

## Mantellet de canó

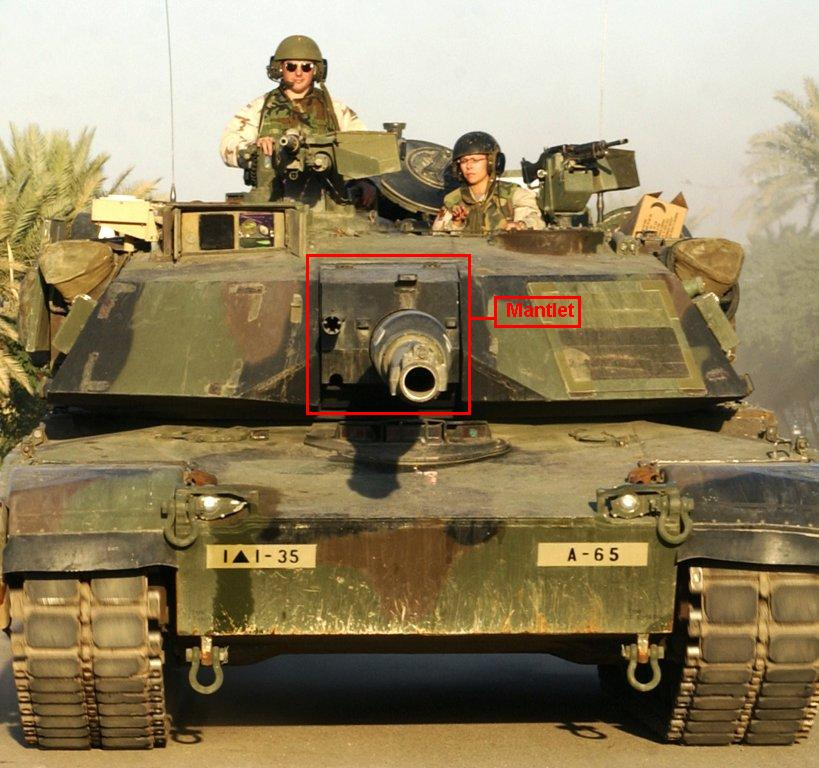
Mantellet del canó destacat en vermell, muntat al canó principal d'un M1A1 Abrams estatunidenc

En l'ús militar des d'abans de la Segona Guerra Mundial, un mantellet és l'escut frontal d'acer gruixut i protector, generalment capaç d'elevar-se i descendir, que allotja el canó principal en un tanc blindat, com ara el Panzer VI Tiger, el M4 Sherman i el Churchill.